# کرونوبیولوژی

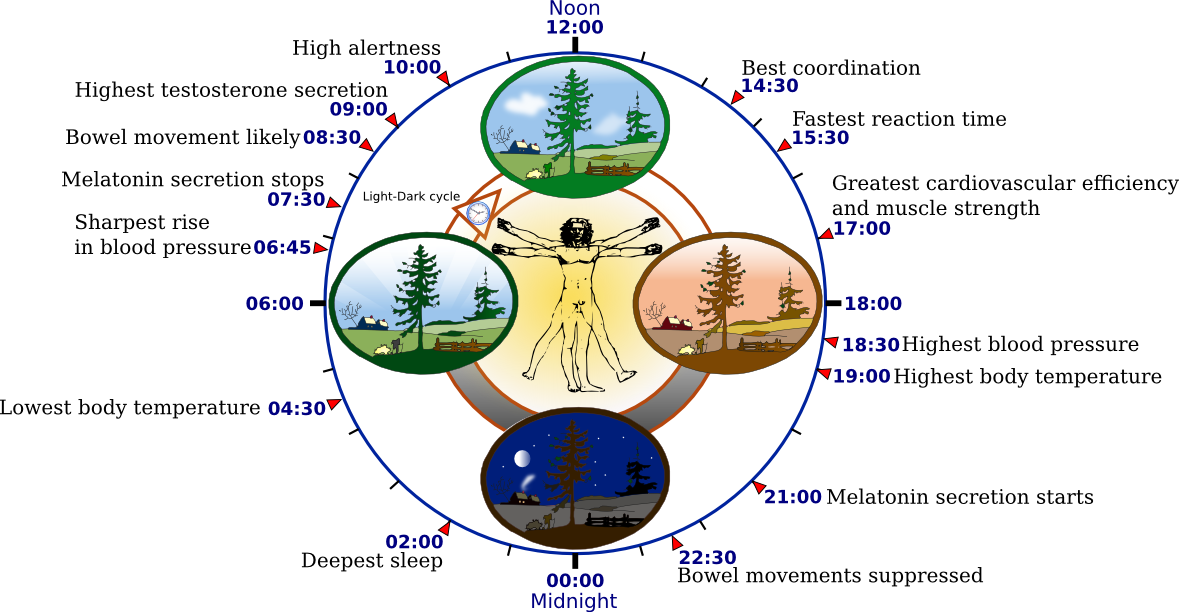
کرونوبیولوژی

گاه‌شماری زیستی یا گاه‌زیست‌شناسی یا کرونوبیولوژی (انگلیسی: Chronobiology) علمی است که به بررسی ریتم زیست‌شناسی در جانداران زنده می‌پردازد. ریتم‌های زیستی شامل طیفی از پدیده‌های زیستی هستند که دوره‌ای و قابل پیشگویی‌اند.